# Марш, Джордж Перкинс
Джордж Перкинс Марш (англ. George Perkins Marsh; 15 марта 1801 — 23 июля 1882) — американский дипломат и филолог, по мнению некоторых, считающийся первым экологом и «защитником дикой природы» в Америке.

## Биография
Родился в Вудстоке, штат Вермонт, 15 марта 1801 года в семье депутата Палаты представителей США. Окончил Академию Филлипса в 1816 году и Дартмутский колледж в 1820 году, был принят в коллегию адвокатов в 1825 году и впоследствии открыл юридическую практику в Берлингтоне, штат Вермонт, одновременно усиленно занимаясь филологическими исследованиями. В 1835 году стал членом Высшего Исполнительного совета штата Вермонт и с 1843 по 1849 год был депутатом от партии вигов в Палате представителей.
В 1849 году он был назначен послом Соединённых Штатов в Османской империи, а в 1852—1853 выполнял специальную миссию в Греции в связи с заключением в тюрьму властями этой страны американского миссионера доктора Джонаса Кинга (1792—1869). Он вернулся в Вермонт в 1854 году, а в 1857 году стал членом государственной комиссии по железным дорогам. С 1866 года член Национальной академии наук США.
В 1861 году он стал первым послом Соединённых Штатов в королевстве Италия и умер на этом посту в Валломброзе 23 июля 1882 года. Он был похоронен на протестантском кладбище в Риме.

## Научная деятельность
Марш является автором множества работ по филологии (сам владел целым рядом европейских языков), в том числе по грамматике исландского языка, который был его основной сферой научных интересов. Также он оставил ряд работ по английской филологии, средневековой европейской истории и другим дисциплинам, в том числе по физике, военному и гравёрному делу; также перевёл несколько произведений с немецкого языка, являлся автором целого ряда статей для Universal Cyclopaedia. Наиболее известной его работой является труд Man and Nature (рус. «Человек и природа») (1864), который иногда считается первой книгой по экологии.